# 登蘭德
在托爾金的小說裡，登蘭德（Dunland）是一地名，位於中土大陸的西北部，當地人亦稱為登蘭德人（Dunlendings）。當地人的特徵是高大、皮膚黝黑、黑頭髮。他們是哈麗絲人（House of Haleth）的後裔，與登丹人（Dúnedain）有間接的關係。
在洛汗（Rohan）的語言裡，登蘭德有「山地」的意思，洛汗人在第三紀元後期抵達卡蘭納宏（Calenardhon）後便以此稱呼登德蘭。

## 起源
登蘭德人的祖先哈萊斯人是伊甸人（Edain）三個分支的第二個人類種族，都是哈達德（Haldad）的後代。在哈達德的女兒哈麗絲（Haleth）帶領族人從東貝爾蘭（East Beleriand）移徙到貝西爾（Brethil）後，該族才被命名為哈萊斯人，他們是隱居的民族，黑髮而身高較比歐人（House of Bëor）和哈多人（House of Hador）略為矮小。他們不與人類居住在一起。他們的語言也與伊甸人有差異。貝爾蘭（Beleriand）衰落後，殘餘的居民前往努曼諾爾（Númenor），他們並沒有越過伊瑞德隆（Ered Luin）。伊瑞德尼姆拉斯（Ered Nimrais）的哈萊斯人是登丹人的祖先，而關絲洛河（Gwathlo）哈萊斯人則是登蘭德人的祖先。在第二紀元初，努曼諾爾人 （Númenóreans）曾與登蘭德人交往，他們形容登蘭德人的人數繁多和好戰，他們是森林居民，散居且缺乏領導。
努曼諾爾人發現登蘭德人的語言與努曼諾爾人的阿登奈克語（Adûnaic）非常不同，努曼諾爾人並沒有承認登蘭德人為他們的遠親，而把他們與陰暗人類混為一談，暗指登蘭德人是魔苟斯（Morgoth）的盟友。
努曼諾爾人對木材的需求很大，因此他們視森林居民為敵人，於是兩者成為仇敵，索倫（Sauron）便利用森林居民對努曼諾爾人的仇恨進行侵略，從戰爭中倖存的森林居民從關絲洛河南方徙至東面的山區，即為後來的登蘭德。

## 早期歷史
第二紀元末，登蘭德人的領地被登丹人和精靈稱為伊寧威治（Enewaith），意思是指「中部的土地和人民」。努曼諾爾後代建立剛鐸（Gondor）和亞爾諾（Arnor）之時，登蘭德人亦確立了他們的領地。由於附近的努曼諾爾城市塔巴德（Tharbad）崛起，登蘭德人遭受輕視，登蘭德人依然仇恨努曼諾爾人，因此，他們並沒有學習西方通用語（Westron）。即使如此，他們依然能緩慢增長，部分人開始散於剛鐸內。

## 登蘭德
洛汗人將登蘭德人的居住地命名為登蘭德，登蘭德的居民為登蘭德人，登蘭德人感到洛汗人的威脅。直至洛汗國王聖盔·鎚手的統治時期（第三紀元2741–2759年），登蘭德人與洛汗（Rohan）都未有爆發戰爭。一位擁有洛汗人及登蘭德人血統的貴族費瑞卡（Freca）嘗試獲得洛汗的皇位，於是為兒子沃夫（Wulf）向國王請求通婚，但最後被國王被殺，於是沃夫領導登蘭德人向洛汗開戰，但他們在第三紀元2758-2759年的長冬（Long Winter）下，即使殺死了國王的兒子和佔領伊多拉斯（Edoras），未能完成對聖盔谷（Helm's Deep）的合圍。國王之侄佛瑞拉夫（Fréalaf）在長冬接近終結時率軍重奪伊多拉斯，並殺死沃夫，登蘭德人被驅逐出洛汗。
防禦洛汗隘口（Gap of Rohan）的是艾辛格（Isengard）要塞，那裡由世襲的護衛負責戌守洛汗。但在剛鐸宰相（Steward of Gondor）貝倫（Beren）執政時，那裡的護衛與登蘭德人通婚，並始對剛鐸懷有敵意。為了解決這個問題，貝倫將歐散克塔（Orthanc）的控制權交給白袍巫師薩魯曼（Saruman），利用他為洛汗防守。
魔戒聖戰（War of the Ring）期間，薩魯曼利用兩族的敵意誘使登蘭德人支持他，不少登蘭德人加入艾辛格的軍隊攻擊洛汗。聖盔谷之戰後，洛汗人並沒有對登蘭德人趕盡殺絕，反要求與登蘭德人消除仇恨，登蘭德人亦重新後撤至艾辛河（Isen）後。